# Сосны (Коммунаровский сельсовет)
Со́сны (бел. Сосны) — деревня в Любанском районе Минской области Беларуси. Входит в состав Коммунаровского сельсовета.

## Инфраструктура
- Сосновский сельсовет
- Столовая
- 3 продуктовых магазина
- Детский сад
- Школа № 1
- Водонапорная башня
- Беларусбанк
- 2 автобусные остановки

## География
Сосны находятся на автодороге Р57. Они расположены в 177 км от Минска и в 25,5 км от Любани.

## Достопримечательности
- Храм преподобной Евфросинии Полоцкой
- Дерево жизни

## Гидрография
- К югу от агрогородка есть озеро Червоное.